# Taking Tiger Mountain (By Strategy)
 (août 2025).
Si vous disposez d'ouvrages ou d'articles de référence ou si vous connaissez des sites web de qualité traitant du thème abordé ici, merci de compléter l'article en donnant les références utiles à sa vérifiabilité et en les liant à la section « Notes et références ».
Albums de Brian Eno
Here Come the Warm Jets
(1974) Another Green World
(1975)
Taking Tiger Mountain (By Strategy) est le deuxième album solo de Brian Eno. Il est sorti en 1974.

## Titres
| No  | Titre                                  | Durée |
| --- | -------------------------------------- | ----- |
| 1.  | Burning Airlines Give You So Much More | 3:18  |
| 2.  | Back in Judy's Jungle                  | 5:16  |
| 3.  | The Fat Lady of Limbourg               | 5:03  |
| 4.  | Mother Whale Eyeless                   | 5:45  |
| 5.  | The Great Pretende                     | 5:11  |
| 6.  | Third Uncle                            | 4:48  |
| 7.  | Put a Straw under Baby                 | 3:25  |
| 8.  | The True Wheel                         | 5:11  |
| 9.  | China My China                         | 4:44  |
| 10. | Taking Tiger Mountain                  | 5:32  |